# Werner Hochbaum
Pour les articles homonymes, voir Hochbaum.
Werner Hochbaum (né le 7 mars 1899 à Kiel et mort le 15 avril 1946  à Potsdam) est un réalisateur et producteur de cinéma allemand.

## Biographie
Sous la République de Weimar, il se fait remarquer avec des films réalistes qui se rattachent au genre du film prolétarien (Brüder) ou à celui du film de rue (Straßenfilm) comme Razzia in St Pauli. La sortie de ce film, tourné en 1932, est interdite l'année suivante après l'arrivée au pouvoir des nazis.
Hochbaum qui est proche du SPD passe alors en Autriche, où il poursuit une carrière de réalisateur plus éclectique, en tournant notamment un film à l'expressionnisme tardif, Die ewige maske (L'autre qui est en nous).
Après l'Anschluss, il travaille pour la UFA et réalise des films qui expriment son ralliement à l'idéologie nationale-socialiste. C'est ainsi qu'en 1945, les Alliés lui reprocheront notamment d'avoir réalisé un film de pure propagande nazie comme Drei unteroffiziere.

## Filmographie
- 1929 : Brüder
- 1932 : Razzia in St Pauli
- 1933 : Tugboat M 17
- 1933 : Morgen beginnt das Leben
- 1934 : Vordstadt variete
- 1935 : L'Autre qui est en nous (Die ewige Maske)
- 1935 : Leichte Kavallerie
- 1936 : Der Favorit der Kaiserin
- 1936 : Schatten der Vergangenheit
- 1936 : Hannetl und ihre Liebla
- 1937 : Man spricht über Jacqueline
- 1938 : Ein Mädchen geht an Land
- 1939 : Drei Unteroffiziere